# Stefan Ryniewicz
Stefan Jan Ryniewicz (ur. 26 grudnia 1903 w Tarnopolu, zm. 9 marca 1988 w Buenos Aires) – polski dyplomata, radca i zastępca kierownika Poselstwa RP w Bernie w latach 1938–1945, członek „grupy Ładosia” w której był jednym z czterech polskich dyplomatów biorących udział w akcji ratowania Żydów z Holocaustu poprzez produkowanie dla nich nielegalnych paszportów Ameryki Łacińskiej. Ryniewicz odegrał kluczową rolę w przekonywaniu do akcji dyplomatów innych państw oraz prowadził w tej sprawie korespondencję z przedstawicielami współpracujących z Poselstwem organizacji żydowskich. Prawdopodobnie to on przekonał szefa Departamentu Policji Heinricha Rothmunda do niewyciągania konsekwencji wobec aresztowanych działaczy żydowskich. Podjął też nieskuteczną próbę interwencji w obronie zwolnionego za wystawianie nielegalnych paszportów konsula Peru José Maríi Barreto, później uznanego przez Instytut Jad Waszem za Sprawiedliwego Wśród Narodów Świata.

## Dzieciństwo i życie prywatne
Edukację pobierał m.in. w gimnazjum we Lwowie. Pod koniec lat dwudziestych ożenił się z Zofią z domu Zasadni. Z małżeństwa pochodziło dwóch synów: Jan Chrystian (1931–1989) oraz Tomasz Maria (1934–1983), który później posługiwał się również nazwiskiem Vanryn. Obecnie jego potomkowie żyją w Argentynie i USA.

## Kariera dyplomatyczna
W 1928 rozpoczął pracę jako pracownik, a następnie kierownik wydziału konsularnego Poselstwa RP w Bernie, gdzie przebywał do 1933 r. Później pracował w Gabinecie Ministra Spraw Zagranicznych, Józefa Becka. Między 1935 a 1938 był konsulem i kierownikiem wydziału konsularnego w Rydze. W trakcie pełnienia tej funkcji przeżył katastrofę lotniczą pod Suścem (28 grudnia 1936 r.), w czasie której doznał obrażeń. Od grudnia 1938 do lipca 1945 ponownie pracował w Poselstwie RP w Bernie – najpierw jako I sekretarz, a od kwietnia 1943 – jako radca.

### Grupa Ładosia
Ryniewicz był w latach 1940–1945 zastępcą Posła RP Aleksandra Ładosia i jednym z czterech dyplomatów wtajemniczonych w działalność grupy Ładosia: nieformalnego związku polskich dyplomatów i przedstawicieli organizacji żydowskich, którego celem była produkcja fałszywych paszportów państw Ameryki Łacińskiej. Paszporty te umożliwiały Żydom w okupowanej Polsce przetrwanie likwidacji gett – ich posiadacze nie byli wywożeni do obozów zagłady, tylko trafiali do obozów dla internowanych, gdzie czekali na wymianę na Niemców internowanych w państwach alianckich.
Blankiety kupowane były za łapówki od konsula honorowego Paragwaju, berneńskiego notariusza Rudolfa Hügliego. Następnie żydowski pracownik Poselstwa dr Juliusz Kühl przynosił je do siedziby sekcji konsularnej przy ulicy Thunstrasse 21, gdzie wypełniał je konsul Konstanty Rokicki. Przemytem list z nazwiskami i zdjęciami zajmowały się dwie współpracujące z poselstwem organizacje żydowskie RELICO Abrahama Silberscheina oraz szwajcarska sekcja Agudat Israel Chaima Eissa. Poseł RP Aleksander Ładoś oraz Ryniewicz jako jego zastępca zapewniali ochronę dyplomatyczną całej akcji.
Pomimo zakrojonej na szeroką skalę operacji, przez ponad rok udawało się utrzymać jej ściśle konspiracyjny charakter. Według dziennikarzy Zbigniewa Parafianowicza i Michała Potockiego, Niemcy wpadli na trop grupy Ładosia, gdy w ich posiadaniu znalazła się ostatnia przesyłka paszportów do getta warszawskiego, przybyła już po jego likwidacji. Paszportów tych Gestapo użyła najprawdopodobniej do prowokacji, zwanej aferą Hotelu Polskiego. Już wcześniej na trop grupy Ładosia wpadła szwajcarska policja ds. cudzoziemców, która w styczniu 1943 roku przesłuchała Hügliego (przyznał się do winy) i Juliusza Kühla, w maju Chaima Eissa, a jesienią 1943 roku aresztowała Silberscheina. Z zeznań całej czwórki pochodzi większość wiedzy na temat sposobu działania grupy Ładosia.
Po wpadce, Ryniewicz podjął interwencję u Heinricha Rothmunda, szefa szwajcarskiej policji, uważanego za głównego architekta polityki Szwajcarii wobec uchodźców. Przyznał się do akcji podkreślając jednocześnie, że miała ona przyczyny humanitarne i przekonywał rozmówcę do zamknięcia sprawy. Chociaż Rothmund zaznaczył w swojej notatce swój kategoryczny sprzeciw wobec „niebezpieczeństwa i niedopuszczalności takiej działalności” („Ich habe ihm Gefährlichkeit und Unhalbarkeit von Pass Mänovern sehr energisch dargelegt.”), to Silberschein został zwolniony, a wobec polskich dyplomatów nie wyciągnięto konsekwencji. Wpływ na zatuszowanie sprawy mogła mieć równoczesna rozmowa posła Ładosia z ministrem spraw zagranicznych Szwajcarii Marcelem Pilet-Golazem.
Pod koniec 1943 roku Niemcy wywieźli do Auschwitz-Birkenau i zamordowali znaczną część posiadaczy paragwajskich paszportów zatrzymanych w obozie w Vittel we Francji. Polska i Stolica Apostolska podjęły wówczas interwencję u władz Paragwaju i innych państw, żądając od nich tymczasowego uznania dokumentów i zaznaczając, że uznanie takie może ustać po wojnie. Prawdopodobnie fakt tego uznania przez Paragwaj (luty 1944) ocalił życie wielu setkom ich posiadaczy wciąż przebywających w podobozie dla internowanych w Bergen-Belsen.
Liczba ocalonych dzięki Grupie Ładosia nie jest znana. Według Agudat Israel należy mówić o „wielu setkach osób”, podczas gdy Zbigniew Parafianowicz i Michał Potocki szacują liczbę ocalonych na 400 osób. Zwrócić należy uwagę, że w dużej mierze byli to religijni Żydzi, którzy w czasach Zagłady mieli znikome szanse na przeżycie.
Paszporty latynoamerykańskie były szeroko znane w getcie warszawskim i były m.in. tematem wiersza „Paszporty” Władysława Szlengela. Powszechnie ich pojawienie się przypisywano jednak działalności wyłącznie organizacji żydowskich (które były ich bezpośrednimi dostarczycielami). Sprawa udziału Poselstwa RP w ich produkowaniu była wyłącznie przedmiotem spekulacji i nielicznych opracowań historycznych. Udział Ryniewicza i Konstantego Rokickiego udowodniony został dopiero w sierpniu 2017 roku, kiedy jednocześnie ukazały się artykuły na ten temat w „Dzienniku – Gazecie Prawnej” i kanadyjskiej „Daily Globe & Mail”.

## Życie na emigracji
Wraz z przejęciem Poselstwa przez Tymczasowy Rząd Jedności Narodowej (popierany przez Ładosia i Kühla), Ryniewicz zrezygnował z pracy i opowiedział się za rządem RP na uchodźstwie. Pomimo to pozostał w dobrych stosunkach z Ładosiem i Kühlem. Wszyscy mieszkali nadal w Szwajcarii, gdzie próbowali prowadzić wspólną działalność gospodarczą. Ich drogi rozeszły się pod koniec lat 40., gdy Kühl wyemigrował do Kanady, zaś Ryniewicz i Ładoś do Francji. W późniejszych latach Ryniewicz osiadł w Argentynie, gdzie piastował m.in. funkcję prezesa Klubu Polskiego (Club Polaco) w Buenos Aires. Równocześnie zajmował się własną działalnością biznesową, prowadząc m.in. myjnię samochodową.
Zmarł 9 marca 1988 roku w Buenos Aires i został pochowany na cmentarzu Boulogne.

## Ordery i odznaczenia
- Krzyż Oficerski Orderu Odrodzenia Polski (3 maja 1972)[12][a]
- Srebrny Krzyż Zasługi (9 listopada 1931)[13]
- Medal Virtus et Fraternitas (28 maja 2019, pośmiertnie)[14][15]
- Złoty Medal Kongresu (Stany Zjednoczone, pośmiertnie, 2024)[16]